# Білевич Євген Олексійович
Білевич Євген Олексійович народився 8 лютого 1926 року у місті Києві.

## Біографічні відомості
З 1943 по 1948 рік служив в лавах Радянської війні на Далекому Сході у складі 941 стрілецького полку – начальник радіостанції та у складі 252 штурмової авіадивізації – радист. Євген Олексійович учасник бойових дій, має державні нагороди.
З 1953 по 1957 роки працював на авіазаводі. У 1957 році вступив до Київського педагогічного інституту імені О.М.Горького на педагогічний факультет, відділ спеціальної педагогіки, який закінчив у 1962 році, здобув кваліфікацію: вчитель-дефектолог, спеціальної школи та вчитель І-ІІ класів масової школи та був призначений Міністерством освіти УРСР на посаду асистента кафедри олігофренопедагогіки і психопаталогії Київського державного педагогічного інституту імені О.М.Горького, а з 1967 року був переведений на посаду старшого викладача кафедри олігофренопедагогіки і психопаталогії.

## Нагороди
- Медаль «За перемогу над Німеччиною»;
- Медаль «За перемогу над Японією»;
- Медаль «ХХ років перемоги у Великій Вітчизняній війні»;
- медаль «50 років Збройних сил СРСР»;
- Медаль «За визволення Кореї»;
- Медаль «Переможець соціалістичного змагання».

## Наукова діяльність
У 1975 році, під керівництвом кандидата педагогічних наук, доцента В.М.Синьова та кандидата педагогічних наук, доцента К.М.Турчинської успішно захистив кандидатську дисертацію з теми: «Підвищення усвідомленості виконання завдань з ручної праці учнями допоміжної школи».
Мета наукового дослідження Євгена Олексійовича Білевича полягала у науковому обґрунтуванні та розробці системи роботи, яка сприятиме розвитку усвідомленості виконання завдань з ручної праці розумово відсталими школярами молодших класів.
Реалізація поставленої мети передбачала розв'язання таких завдань:
1. Визначити місце і особливості причинно-наслідкових залежностей, які зустрічаються у процесі занять з ручної праці.
2. З'ясувати особливості практичного виконання і пояснення учнями молодших класів допоміжної школи завдань з ручної праці, особливо їх умінь обґрунтувати власні практичні дії.
3. Визначити оптимальні педагогічні умови проведення уроків ручної праці у І-ІІІ класах допоміжної школи, які сприятимуть розвитку усвідомленого виконання трудових завдань учнями допоміжної школи.

Експериментальне дослідження, яке було проведено Є.О.Білевичем охоплювало 80 учнів І-ІІІ і частково V класів допоміжних шкіл №102 м.Львова і Велико-Любенської допоміжної школи, в яких були виділені експериментальні та контрольні класи, де учні мали приблизно однаковий рівень розвитку, знань, умінь і навичок. У процесі дослідження він виступав з доповідями і лекціями для вчителів, які брали участь в проведенні експериментальної роботи.
Дисертаційне дослідження Є.О.Білевича складалося зі вступу, трьох розділів, висновків.
У вступі обґрунтовано актуальність теми, сформульовано мету, визначено завдання, об'єкт і предмет, розкрито практичне значення результатів дослідження, подано інформацію про апробацію та впровадження одержаних результатів у практику.
У першому розділі розкриваються теоретичні та практичні передумови дослідження проблеми і аналізується досвід проведення уроків ручної праці в практиці допоміжних шкіл. Розкриваються особливості пізнавальної діяльності розумово вісталих учнів, відмічається своєрідність сприймання навчального матеріалу, недорозвинення асоціативних зв'язків, що ускладнює засвоєння знань учнями допоміжної школи.
У другому розділі дисертаційної роботи розкрито особливості причинних обґрунтувань власних практичних дій учнями молодших класів допоміжної школи під час виконання завдань з ручної праці.
У третьому розділі дослідження на основі аналізу методичної літератури та отриманих даних констатувального дослідження Є.О.Білевич визначив шляхи підвищення пізнавальної усвідомленості виконання трудових дій учнями молодших класів допоміжної школи. В даному розділі представлені відомості про реалізацію експериментального навчання, його зміст і результати застосування.
Захист дисертаційного дослідження Є.О.Білевича відбувся у
02:23:37
Науково-дослідному інституті дефектології АПН СРСР. Рішенням ВАК СРСР у 1975 році Євгену Олексійовичу Білевичу присвоєно науковий ступінь кандидата педагогічних наук.

## Організаційна діяльність
У 1978 році Є.О.Білевич був обраний на посаду доцента кафедри олігофренопедагогіки і психопаталогії. У період роботи на кафедрі Є.О.Білевич розробив лекційні курси з таких дисциплін: «Методика викладання ручної праці у допоміжній школі», «Методика викладання географії у допоміжній школі», «Олігофренопсихологія». Він постійно працював над підвищенням своєї професійної майстерності, брав активну участь у житті факультету, неодноразово вибирався головою профбюро дефектологічного факультету. О.Є.Білевич керував педігогічною практикою студентів; виступав з доповідями на методичних семінарах і об'єднаннях перед вчителями і вихователями допоміжних шкіл м.Києва, Київської, Житомирської і Вінницької областей. Читав лекції на курсах підвищення кваліфікації вчителів і вихователів спеціальних шкіл у м.Львові, Львівській області, м.Херсоні, у Молдавії (м.Кишинів, м.Дубосари). Мав ряд подяк від ректорату за сумлінне ставлення до своїх професійних обов'язків.
Рішенням Вищої атестаційної комісії при Раді Міністрів СРСР від 20 лютого 1980 року Білевичу Євгену Олексійовичу було присвоєне вчене звання доцента кафедри олігофренопедагогіки і психопаталогії.
У період з 1979 по 1982 роки Є.О.Білевич знаходився у закордонному відрядженні в Республіці Куба, де успішно працював на посаді викладача-консультанта при Міністерстві освіти Республіки Куба, за що був нагороджений Грамотою Посольства СРСР за сумлінну працю у наданні інтернаціональної допомоги кубинським дефектологам.
Під час роботи на кафедрі олігофренопедагогіки плідно працював над такими науковими проблемами:
1. Підвищення ефективності і якості трудової підготовки учнів допоміжної школи;
2. Корекційна спрямованість навчально-виховного процесу у допоміжній школі;
3. Методика викладання географії у допоміжній школі;
4. Підвищення активності і самостійності учнів допоміжної школи на уроках ручної праці;
5. Особливості розв'язання різних видів арифметичних задач учнями молодших класів допоміжної школи;
6. Підготовка педагогів-дефектологів до здійснення трудового виховання і професійно-трудового навчання розумово відсталих школярів.

## Основні автобіографічні відомості Є.О.Білевича
Дата та події, що відбулися:
- 8 лютого 1926 р. Народився у місті Києві
- 1943-1948 р.р. Служба в лавах Радянської Армії
- 1943-1948 р.р. Брав участь у Німецько-радянській війні
- 1953-1957 р.р. Працював на авіазаводі у м.Києві
- 1957 р. Студент Київського педагогічного інституту імені О.М.Горького (педагогічний факультет, відділ спеціальна педагогіка)
- 1962 р. Закінчив навчання в інституті та здобув кваліфікацію вчитель-дефектолог спеціальної школи та вчитель І-ІІ класів масової школи.
- 1962 р. Призначений Міністерством освіти УРСР на посаду асистента кафедри олігофренопедагогіки та психопаталогії Київського педагогічного інституту імені О.М.Горького
- 1967 р. Переведений на посаду старшого викладача кафедри олігофренопедагогіки та психопаталогії
- 1975 р. Успішно захистив кандидатську дисертацію з теми: «Підвищення усвідомленості виконання завдань з ручної праці учнями допоміжної школи»
- 1978-1993 р.р. Доцент кафедри олігофренопедагогіки і психопаталогії
- 20 лютого 1980 р. Рішенням Вищої атестаційної комісії при Раді Міністрів УССР було присвоєне вчене звання доцента
- 1979-1982 р.р. Закордонне відрядження до Республіки Куба
- 1982-1994 р.р. Доцент кафедри олігофренопедагогіки і психопаталогії НПУ імені М.П.Драгоманова
- 09 жовтня 1994 р. Пішов з життя Є.О.Білевич

## Основні наукові праці Є.О.Білевича
1. Билевич Е.А. Программа для педагогических институтов по курсу «Ручной труд с методикой преподавания/ Билевич Евгений Алексеевич. – М.,1979.
2. Билевич Е.А. Методика арифметики во вспомогательной школе: [программа для дефектологических факультетов педагогических институтов] / Билевич Евгений Алексеевич/ Министерство просвещения УССР, 1960.
3. Билевич Е.А. Методические рекомендации к использованию методов и прийомов обучения ручному труду учащихся вспомогательной школы/ Билевич Евгений Алексеевич. – К.: РУМК, 1980
4. Билевич Е.А. Активизация трудовой деятельности учащихся вспомогательной школы/ Билевич Евгений Алексеевич// Сб. «Трудовое обучение во вспомогательной школе». – К.: Рад.школа, 1981.
5. Билевич.Е.А. Формирование эстетических представлений у умственно отсталых учащихся на уроках ручного труда/ Билевич Евгений Алексеевич. – М., 1979.
6. Білевич.Є.О. Методичні вказівки проведення уроків ручної праці в допоміжної школі/ Білевич Євген Олексійович. – К.,1986.
7. Билевич Е.А. Формирование представлений младших умственно отсталых школьников о труде и профессиях во внеурочное время/ Билевич Евгений Алексеевич// Методические рекомендации для учителей вспомогательных школ. – К.,1987.